# آتلانتیک بیچ (کارولینای جنوبی)
آتلانتیک بیچ(به انگلیسی: Atlantic Beach) شهری در ایالت کارولینای جنوبی کشور ایالات متحده آمریکا است که جمعیت آن در سرشماری سال ۲۰۱۰ میلادی، ۳۳۴ نفر بوده‌است.